# Friedrich Paulsen
Friedrich Paulsen (16 de juliol de 1846 a Langenhorn, Frísia del Nord, Dinamarca, posteriorment integrada a Alemanya - Steglitz, Berlín,14 d'agost de 1908) va ser un pedagog i filòsof alemany.

## Biografia
Fill d'uns petits pagesos, cursà estudis secundaris al Christianeum d'Altona (escola llatina refundada per Cristià VI de Dinamarca). Estudià filosofia a la Universitat de Berlín. Allà també es doctorà, el 1871, amb una tesi sobre la forma i el mètode de l'ètica aristotèlica. Quatre anys més tard feu l'habilitació amb una monografia sobre desenvolupament de l'epistemologia kantiana.
El 1877 era professor de pedagogia. El 1894 esdevingué el primer catedràtic de "Filosofia i Pedagogia" a la Universitat de Berlín, on va ser un dels professors més reconeguts i influents. La seva Einleitung in die Philosophie (Història de la Filosofia) de 1892 és una bona mostra d'aquesta influència, ja que va assolir 40 edicions perquè no sols oferia un panorama de la filosofia sinó una referència a la vida pràctica que podia ser entesa per tothom en la seva realitat social respectiva. Morí als seixanta-dos anys.

## Filosofia i pedagogia
Paulsen és un dels més destacats representants del neoidealisme. No dubtà en presentar a Immanuel Kant com al filòsof del protestantisme. Tenint com a base principal el pensament de Kant, percebé la filosofia, i especialment la metafísica, com una generalització inductiva plausible de les dades aportades per les ciències particulars, inclinant-se en la teoria del coneixement cap a una consideració predominantment psicològica de la consciència transcendental. Veia Paulsen una correspondència entre el fet físic i el fet psíquic, com dos aspectes d'una mateixa realitat.
Paulsen influït per Fechner, desenvolupà el seu panpsiquisme com un sistema monista idealista. Especialment, va ser un gran divulgador de la filosofia.
Friedrich Paulsen doctrinalment és més conegut per les seves obres sobre pedagogia que com a filòsof. De fet, li semblava obvi que la pedagogia era una disciplina filosòfica, que s'havia d'adjuntar als estudis de filosofia pràctica. La pedagogia de Paulsen té una orientació social accentuant el sentit de transmissió cultural des de la generació adulta a la què la succeirà. Aquesta transmissió conserva el tipus genèric. L'ambient històric i social determina la concepció del món i la missió de la vida, i, per tant, de l'educació. Davant del corrent que proposa una fonamentació científica i experimental de l'educació, Paulsen seguin l'estela de J. F. Herbart oposa el que anomenà pedagogia racional.
En pedagogia les seves orientacions segueixen els plantejaments d'Otto Willmann defensant l'educació culturalista com herència cultural que la generació madura tramet a la generació naixent.

## Difusió i recepció
En plena expansió per Europa i els Estats Units de la psicologia i la pedagogia que propugnava el paidocentrisme, les proposes filosòfiques i pedagògiques de F. Paulsen foren recollides pels sectors defensors de l'escola i l'educació tradicionals. En una època de profunda crisi de valors provocada per la industrialització, aquests sectors continuaven fent una escola instructivista seguint la pauta dels herbatians que havien fossilitzat el principi de Herbat d'assolir l'educació per la instrucció. Aquest principi tenyeix gran part de l'educació decimonònica i del primer terç de segle xx. Paulsen els oferia una renovada reestructuració d'aquest herbatisme, tan durament criticat pels impulsors de l'educació activa com ara Édourd Claparède.
N'és un exemple el pedagog i jesuïta empordanès Ramon Ruiz Amado, que combaté l'Escola Nova o altres posicions progressistes com la coeducació. Ruiz Amado traduí i edità a Barcelona l'obra de Paulsen. Seguint l'anàlisi d'una diferenciació sexual de l'alumnat del pedagog alemany, Ruiz Amado negà que la coeducació sigui l'ambient natural de l'educació. Tot argumentant tècnicament, amb Paulsen, la bondat d'una educació proporcionada a les necessitats i funcions de cada sexe.

## Obres. Selecció
- Symbolae ad systemata philosophiae moralis historicae et criticae : Dissertatioinauguralis, Berlín: Schade, 1871,
- Versuch einer Entwicklungsgeschichte der Kantischen Erkenntnisstheorie, Leipzig: Fues,1875,
- Geschichte des gelehrten Unterrichts auf den deutschen Schulen und Universitäten vom Ausgangdes Mittelalters bis zur Gegenwart. 2 vol., Veit/Metzger & Wittig,Leipzig, 1885,
- System der Ethik. Mit einem Umriß der Staats- und Gesellschaftslehre, Berlin: Hertz 1889.
- Einleitung in die Philosophie,Berlín: Hertz, 1892,
- Immanuel Kant : sein Leben und seine Lehre,, Stuttgart: F. Frommann 1898.
- Philosophia militans. Gegen Klerikalismus und Naturalismus, Berlín: Reuther & Reichard,1901,
- Die deutschen Universitäten und das Universitätsstudium, Berlín: Asher, 1902,
- Das deutsche Bildungswesen in seiner geschichtlichen Entwicklung, Leipzig: Teubner,1906,

## Bibliografia

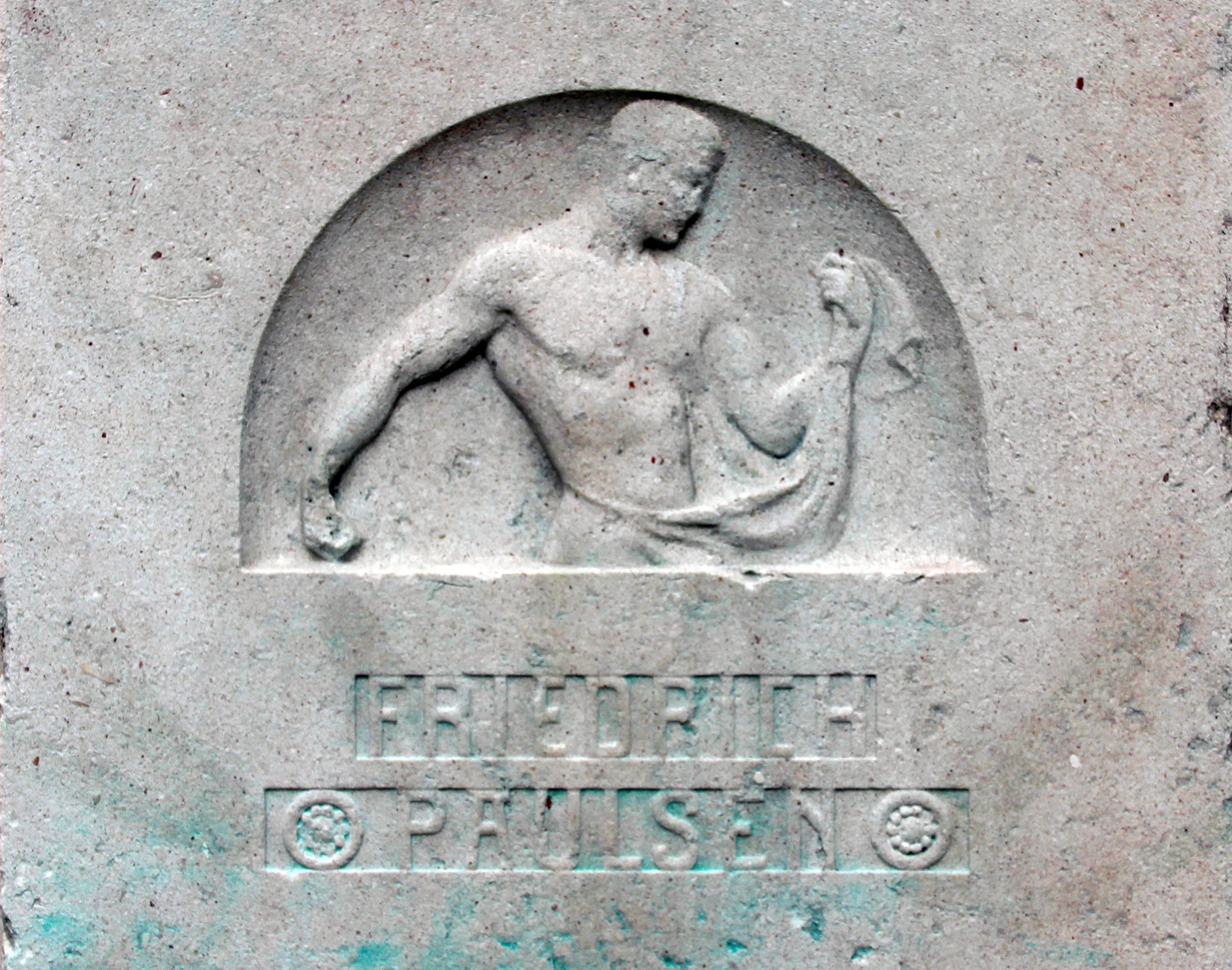
Monument a Friedrich Paulsen obra de Magdalena Müller-Martin (1959) al Ruth-Andreas-Friedrich-Park de Berlín.